# أفندي

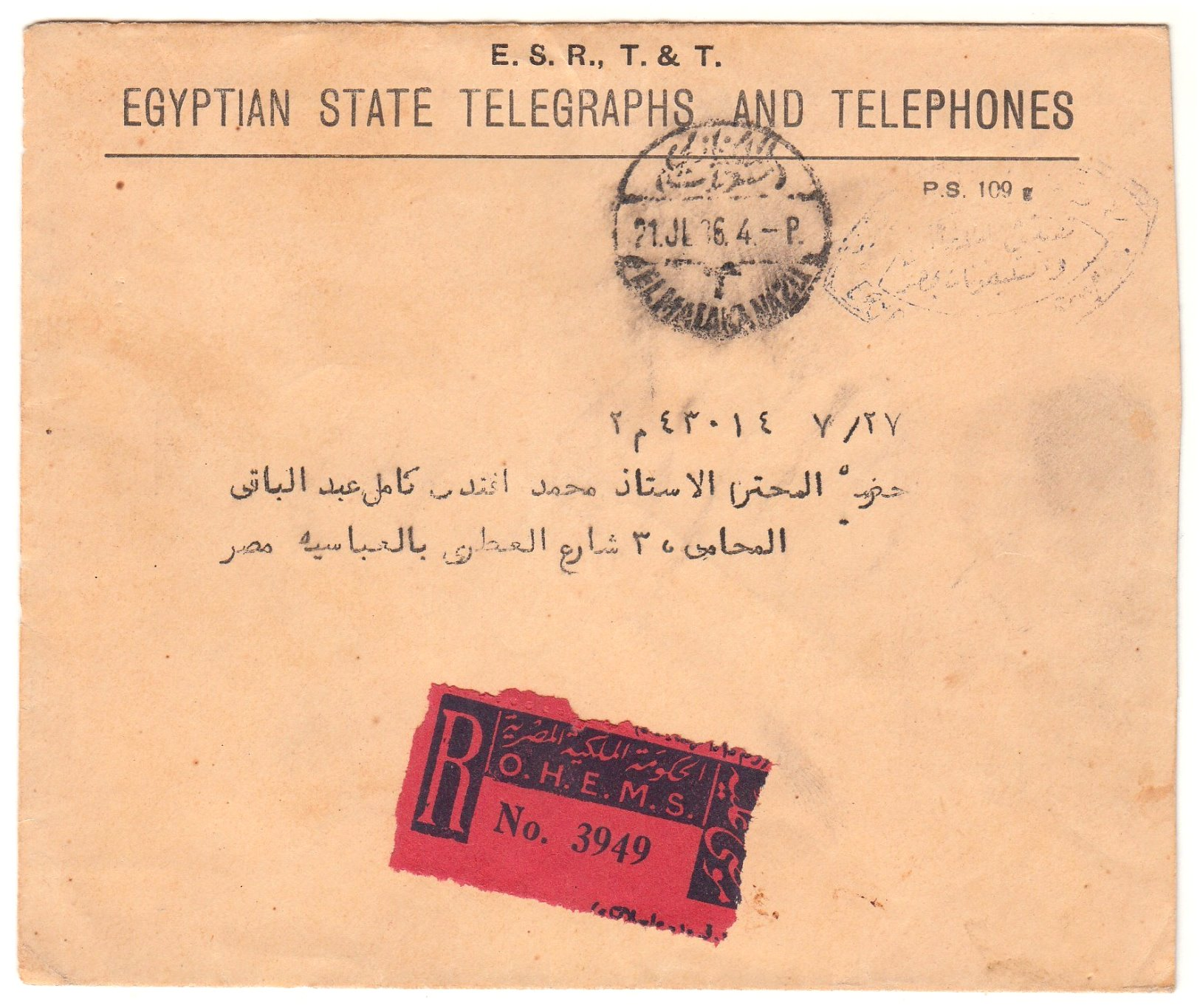
1936م - شركة التليفونات المصرية تستعمل لقب «أفندي» في كتابة العنوان

أفندي (بالتركية: Efendi)‏ هو لقب تشريفي معناه السيد، مشتق من كلمة Afentis اليونانية، كان يستخدم في الامبراطورية البيزنطية، واستخدم لاحقاً في الدولة العثمانية، ليخاطب به صغار موظفي الحكومة على وجه الخصوص.

## أصل الكلمة
كلمة «أفندي» هي كلمة ذات أصل يوناني انتقلت إلى اللغة التركية منذ عهد السلاجقة، وهي مشتقة من كلمة Afentis اليونانية، المأخوذة بدورها من اللغة الإغريقية Audentis، ومعناها السيد المطلق أو القائد المطلق.

## تاريخ اللقب
كانت كلمة «أفندي» في البداية لقبًا محصورًا في العائلة السلطانية يرادف لقب «برنس» عند الغربيين. وقد بدأ استعمالها لدى العثمانيين في العقد الثاني من القرن الخامس عشر الميلادي للدلالة على الإنسان المتعلم والمثقف، حيث حلت محل كلمة «جلبي» المماثلة لها باللغة التركية، وأصبحت لقباً تخاطب به فئة معينة من العثمانيين هم العلماء، فصار يقال «قاضي أفندي» و«مفتي أفندي» وهكذا، ثم أصبح لقب «أفندي» اللقب الرسمي للأمراء بعد أواسط القرن التاسع عشر الميلادي.
وقيل استخدمها العثمانيون في النصف الثاني من القرن الـ 9 الهجري الـ 15م، للدلالة على الإنسان المثقف ذي التربية القويمة، ثم أطلق على العالم وعلى بعض رجال الدولة ثم استخدمت لقباً رسميا للأمراء العثمانيين وكبار علماء الدين في الدولة، بالإضافة إلى استخدامها للضباط من رتبة الملازم حتى رتبة البكباشى، كما كان طلاب المدارس العسكرية يخاطبون بها رسمياً، ثم ألغيت الكلمة من دائرة الألقاب الرسمية في تركيا بالقانون رقم 2590 الصادر عام 1346 هجرية (1924 م)، وقد استخدمت كذلك لرئيس الكتاب (ناظر الخارجية) قبل عهد التنظيمات 1255 هجرية (1839 م).